# Eutelephia aureopicta
Eutelephia aureopicta är en fjärilsart som beskrevs av Sir George Hamilton Kenrick 1917. Eutelephia aureopicta ingår i släktet Eutelephia och familjen nattflyn. Inga underarter finns listade i Catalogue of Life.